# ウォルナット郡区 (アイオワ州アパヌース郡)
ウォルナット郡区は、アメリカ合衆国、アイオワ州、アパヌース郡にある18の郡区の一つである。2000年の国勢調査で、人口は1043人だった。

## 地理
ウォルナット郡区は、79.6平方キロメートル（30.74平方マイル)で、MysticとRathbunが含まれている。アメリカ地質調査所によると、この郡区はBohmとElginとForbushとHighlandとShaefferとZimmerの6つの霊園が含まれている。